# C. Ledyard Blair House
 (novembre 2023).
La C. Ledyard Blair House était une maison de maître située au n°2 East 70th Street, à l'angle de la Cinquième Avenue, dans l'Upper East Side de Manhattan à New York.
Le bâtiment de près de 680 m2 est édifié pour le banquier C. Ledyard Blair (en) et conçu par Carrère and Hastings (en). La construction dure de 1914 à 1917. Il est vendu et démoli en 1927 pour faire place à un immeuble d'habitation.

## Architecture

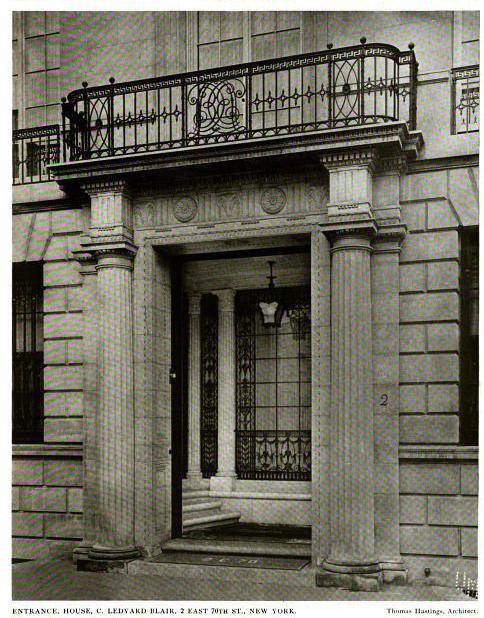
Entrée principale.

Le manoir de style Beaux-Arts, conçu par Carrère and Hastings, se trouvait au n°2 East 70th Street, à l'angle sud-est de la Cinquième Avenue. Il donnait sur les jardins de la Henry Clay Frick House (en) au n°1 East 70th Street, également conçue par Carrère and Hastings. Il est construit par Norcross Brothers pour un coût estimé entre 150 000 et 200 000 dollars. La Lord Electric Company a reçu le contrat d'électricité, Norcross Brothers a meublé la plupart des pièces et C. Brainard était ingénieur-conseil.
Le manoir de 66 pièces occupe 680 m2 sur 10 x 48 m. La façade était en pierre calcaire. Les fenêtres du deuxième étage ont des balcons en fer. Une fois le bâtiment achevé, il dispose d'une bande de verdure sur la Cinquième Avenue, avec deux platanes. Le New York Times l'a décrit en 1915 comme « un excellent exemple de bon goût architectural combiné au luxe et au confort d'une maison de la Cinquième Avenue ».

## Histoire
Le tronçon de la 70e rue entre la Cinquième Avenue et Troisième Avenue, qui fait partie de Lenox Hill, était relativement peu développé jusqu'à la Première Guerre mondiale. Le manoir de Henry Clay Frick à l'angle nord-est de la 70e rue et de la Cinquième Avenue, a stimulé le développement de grandes demeures similaires sur la 70e rue. Avant la construction de la maison Blair, le site était occupé par le manoir Josiah M. Fiske, dont les dimensions étaient de 10,2 x 53,3 m.
Un acheteur anonyme acquiert le manoir Fiske de la veuve de Fiske en mai 1912 pour 750 000 $. En septembre 1914, il est racheté par C. Ledyard Blair, banquier et gouverneur de la Bourse de New York. Les contrats sont attribués en février 1915 et les travaux s'achèvent en 1917. Au cours de la courte existence du manoir, les Blair ont organisé un déjeuner en 1919 pour célébrer le mariage de la fille de C. Ledyard Blair ainsi qu'un événement mondain en 1920.
En 1925, Blair rencontre le promoteur immobilier Anthony Campagna pour vendre son manoir. À l’époque, la Cinquième Avenue se développe rapidement avec des immeubles d'appartements. En janvier 1926, après seulement neuf ans, Blair vend la propriété à Campagna pour 1,25 million de dollars. Le prix de 170 dollars pour 1,8 m2, est rapportée par le New York Times comme « le montant le plus élevé jamais payé au pied carré pour une propriété destinée à cette catégorie de bâtiment ». Campagna démolit la maison à la fin de 1926 et au début de 1927, réaménage le site avec un nouvel immeuble d'appartements de 11 étages conçu par Rosario Candela